# Alopecosa nenjukovi
Alopecosa nenjukovi är en spindelart som först beskrevs av Sergei Aleksandrovich Spassky 1952.  Alopecosa nenjukovi ingår i släktet Alopecosa och familjen vargspindlar. Inga underarter finns listade i Catalogue of Life.